# Remigia undifera
Remigia undifera är en fjärilsart som beskrevs av George Francis Hampson 1913. Remigia undifera ingår i släktet Remigia och familjen nattflyn. Inga underarter finns listade.